# Franciszek Vareilhe-Duteil
Franciszek Vareilhe-Duteil SJ, (fra.) François Vareilhe-Duteil (ur. 15 czerwca 1734 w Felletin, zm. 2 września 1792 w Paryżu) – błogosławiony Kościoła katolickiego, męczennik, ofiara prześladowań antykatolickich okresu francuskiej rewolucji.
Do Towarzystwa Jezusowego wstąpił 22 listopada 1751 w Fontenay. Po ukończeniu studiów filozoficznych w Bordeaux dzielił czas łącząc obowiązki wykładowcy i oddając się studiom teologicznym  w Poitiers.  Po kasacie zakonu, w 1762 roku wyjechał do Nancy i pełnił w parafii Saint-Merry obowiązki kanonika. Zatrzymany został, gdy przebywał na letnim wypoczynku w domu dla księży w Issy. Aresztowany został za odmowę złożenia przysięgi na cywilną konstytucję kleru, 15 sierpnia 1792 roku, z dwoma innymi jezuitami Klaudiuszem Cayx i Klaudiuszem Franciszkiem Gagnières des Granges.
Był jedną z ofiar tak zwanych masakr wrześniowych, w których zginęło 300 duchownych i jednym z 23 zamordowanych jezuitów wśród 191 beatyfikowanych (z czego 14 zginęło w klasztorze karmelitów 2 września 1792 roku).
Dzienna rocznica śmierci jest dniem kiedy wspominany jest w Kościele katolickim, zaś jezuici wspominają go także 19 stycznia.
Franciszek Vareilhe-Duteil znalazł się w grupie 191 męczenników z Paryża beatyfikowanych przez papieża Piusa XI 17 października 1926.